# Vạn Hộ

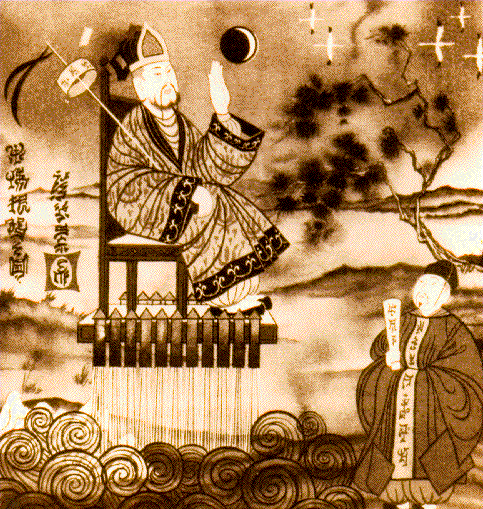
Tranh minh họa Vạn Hộ của Trung tâm Hàng không Vũ trụ Marshall

Vạn Hộ (Hán ngữ: 万户) (? - ?) hay Mặc Hộ là một quan chức Trung Quốc, được xem là "phi hành gia" đầu tiên trên thế giới với những nỗ lực bay ra ngoài không gian. Tuy nhiên, sự tồn tại của ông chưa bao giờ được xác định rõ ràng, ngay cả trong lịch sử Trung Quốc cũng không có bất cứ một thông tin nào nhắc về người đàn ông này.